# Butner
Butner is een plaats (census-designated place) in de Amerikaanse staat North Carolina en valt bestuurlijk gezien onder Granville County.
In deze plaats is een federale gevangenis gevestigd, de Federal Correctional Complex, Butner.

## Demografie
Bij de volkstelling in 2000 werd het aantal inwoners vastgesteld op 5792.

## Geografie
Volgens het United States Census Bureau beslaat de plaats een oppervlakte van
17,2 km², geheel bestaande uit land.
In het uiterste zuiden van Butner ligt een Nederlandse wijk, met straten als Amsterdam Lane, Rotterdam Lane, Arnhem Lane, Eindhoven Lane, Tilburg Lane en Breda Lane.

## Plaatsen in de nabije omgeving
De onderstaande figuur toont nabijgelegen plaatsen in een straal van 28 km rond Butner.